# Anna Johansson (dansös)
Anna Christianovna Johansson (ryska: Анна Христиановна Иогансон; Anna Christianovna Ioganson), född 1860 i S:t Petersburg, död 1917 i Petrograd, var en rysk ballerina av svensk börd, dotter till den kände svensk-ryske dansören Christian Johansson. 
Hon var i hela sitt liv knuten till Mariinskijteatern; först som elev vid den Kejserliga balettelevskolan, sedan som dansös och slutligen som lärare. Hon debuterade vid 18 års ålder i Jules Perrots balett Esmeralda. Hon avslutade sin balettkarriär efter en skada år 1895.